# Liste der Staatsgräser der Bundesstaaten der Vereinigten Staaten
Dies ist eine Liste der offiziellen Staatsgräser der Bundesstaaten der Vereinigten Staaten. Diese Gräser gelten als bundesstaatliche Wahrzeichen in den jeweiligen Bundesstaaten der Vereinigten Staaten:
| Bundesstaat  | Gras                                      | wissenschaftlicher Name | Datum        | Abbildung |
| ------------ | ----------------------------------------- | ----------------------- | ------------ | --------- |
| Colorado     | „Blue grama“                              | Bouteloua gracilis      | 20. Mai 1987 |           |
| Illinois     | „Big Bluestem“ (als „Staatsprairiegrass“) | Andropogon gerardii     | 1989         |           |
| Kalifornien  | „Purple Needlegrass“                      | Nassella pulchra        | 2004         |           |
| Minnesota    | Wildreis (als „Staatsgetreide“)           | Zizania aquatica        | 1977         |           |
| Missouri     | „Big Bluestem“                            | Andropogon gerardii     | 2007         |           |
| Montana      | „Bluebunch wheatgrass“                    | Agropyron spicatum      | 1973         |           |
| Nebraska     | „Little bluestem“                         | Andropogon scoparius    | 1969         |           |
| Nevada       | „Indian ricegrass“                        | Oryzopsis hymenoides    | 1977         |           |
| New Mexico   | „Blue grama“                              | Bouteloua gracilis      | 1973         |           |
| North Dakota | „Western Wheatgrass“                      | Agropyron smithii       | 1977         |           |
| Oklahoma     | „Indiangrass“                             | Sorghastrum nutans      | 1972         |           |
| Texas        | „Sideoats grama“                          | Bouteloua curtipendula  | 1971         |           |
| Utah         | „Indian ricegrass“                        | Oryzopsis hymenoides    | 1989         |           |
| Washington   | „Bluebunch wheatgrass“                    | Agropyron spicatum      | 1989         |           |
| Wyoming      | „Western Wheatgrass“                      | Agropyron smithii       | 2007         |           |